# Хорьки
Ла́ски и хорьки (лат. Mustela) — род млекопитающих семейства куньих. Кроме собственно хорьков, к этому же роду хищников относятся европейская норка, ласка, горностай и длиннохвостая ласка.
Три вида, в Евразии и Северной Америке; в России два вида: лесной или тёмный хорь (лат. Mustela putorius) и степной или светлый, хорь (лат. Mustela eversmanii). Длина тела у самцов — до 50 см, у самок — до 40; длина хвоста — до 18 см. С древности одомашнена альбиносная форма темного хоря — фуро. Выведен 2000 лет назад в Южной Европе и долгое время заменял кошку, использовался также для охоты на кроликов. Отличается спокойным неагрессивным нравом.
Взрослые хорьки в природе ведут одиночный образ жизни. Хищники. У лесного хорька основной объект питания — мелкие грызуны, особенно серые полёвки. Степной хорёк уничтожает и более крупных грызунов — сусликов, хомяков, а также пищух. Вблизи жилья нападают на птичники.
Беременность наступает 2—3 раза в год, в одном выводке до 15 особей. Хорьчата рождаются слепыми и беспомощными, мать их кормит молоком, а уже с двух недель подкармливает обычной пищей. В природе живут в среднем 3—4 года, при домашнем содержании — 5—7 лет, редко доживают до 8.
Гибрид хорька и европейской норки называется хонориком.

## Классификация
База данных Американского общества маммологов (ASM Mammal Diversity Database) признаёт 17 современных видов рода, перечисленные в таблице ниже. Из перечисленных в таблице видов четыре не включены в Красную книгу МСОП: фретка не входит в компетенцию Красной книги, поскольку она одомашнена, а ещё три — M. aistoodonnivalis, M. haidarum и M. richardsonii — были переописаны в качестве отдельных видов в 2020-х годах. По состоянию на июль 2025 года, Красная книга МСОП не присвоила этим двум видам охранный статус. Вид M. russelliana, подвидом которого ранее считалась M. aistoodonnivalis, отнесён к категории «Виды, для оценки угрозы которым не хватает данных» (Data Deficient), хотя ASM MDD предварительно указывает его в качестве синонима M. nivalis.
Фретка является одомашненной формой лесного хорька, поэтому иногда она рассматривается как подвид Mustela putorius furo. Во избежание путаницы между дикой и домашней формами, в классификации ASM MDD лесной хорёк и фретка признаются двумя отдельными видами, в соответствии с аргументацией Джентри и соавторов (2004).
| Иллюстрация | Научное название                           | Русскоязычное название                                   | Охранный статус                               | Распространение |
| ----------- | ------------------------------------------ | -------------------------------------------------------- | --------------------------------------------- | --- |
|             | Mustela aistoodonnivalis Wu & Kao, 1991    |                                                          | Не включена в Красную книгу МСОП              | - Провинции Шэньси и Сычуань в Китае.                                                                                |
|             | Mustela altaica Pallas, 1811               | Солонгой, или сусленник                                  | [ 12 ]                                        | |
|             | Mustela erminea Linnaeus, 1758             | Горностай                                                | [ 13 ]                                        | Естественный ареал Места интродукции                                                                                 |
|             | Mustela eversmanii Lesson, 1827            | Степной хорёк, или светлый хорёк, или белый хорёк (хорь) | [ 14 ]                                        | |
|             | Mustela furo Linnaeus, 1758                | Фретка, фуро или домашний хорёк                          | Не включена в Красную книгу МСОП (одомашнена) | - Повсеместно (как домашнее животное); - Новая Зеландия (интродуцирована).                                           |
|             | Mustela haidarum Preble, 1898              |                                                          | Не включена в Красную книгу МСОП              | - Архипелаг Хайда-Гуай (Канада); - Архипелаг Александра (США).                                                       |
|             | Mustela itatsi Temminck, 1844              | Итатси                                                   | [ 17 ]                                        | Естественный ареал Места интродукции                                                                                 |
|             | Mustela kathiah Hodgson, 1835              |                                                          | [ 18 ]                                        | |
|             | Mustela lutreola (Linnaeus, 1761)          | Европейская норка                                        | [ 19 ]                                        | Современный ареал (естественный) Места интродукции Вероятно, вымерла                                                 |
|             | Mustela lutreolina Robinson & Thomas, 1917 | Яванский колонок                                         | [ 20 ]                                        | |
|             | Mustela nigripes (Audubon & Bachman, 1851) | Американский хорёк, или черноногий хорёк                 | [ 21 ]                                        | |
|             | Mustela nivalis Linnaeus, 1766             | Ласка                                                    | [ 22 ]                                        | |
|             | Mustela nudipes Desmarest, 1822            |                                                          | [ 23 ]                                        | |
|             | Mustela putorius Linnaeus, 1758            | Лесной хорёк                                             | [ 24 ]                                        | |
|             | Mustela richardsonii Bonaparte, 1838       |                                                          | Не включена в Красную книгу МСОП              | - Бо́льшая часть Северной Америки к югу от Аляски и Северного полярного круга; - Восточный Нунавут и Баффинова Земля. |
|             | Mustela sibirica Pallas, 1773              | Колонок, или сибирский колонок                           | [ 25 ]                                        | Естественный ареал Места интродукции                                                                                 |
|             | Mustela strigidorsa Gray, 1855             | Белополосая ласка                                        | [ 26 ]                                        | |

## Домашний хорёк
Домашние хорьки (или фуро, или фретки) представляют собой одомашненную форму чёрного, или лесного, хорька (Mustela putorius). В зоологии и звероводстве фуро называют только хорьков-альбиносов. Происхождение фуро долгое время оставалось загадкой для науки. Высказывались гипотезы, что фуро — это особая одомашненная форма лесного (чёрного) или степного (светлого) хоря, или гибрид между ними, или вообще отдельный вид — так называемый «африканский хорёк».
В 1970-х годах учёные (в их числе Д. Терновский) доказали, что фуро — это альбиносная форма чёрного хорька. Например, у них одинаковое диплоидное число хромосом (40), а изученный и впервые описанный кариотип светлого хорька имеет 38. Новейшая методика исследования тонкого строения хромосом убедительно подтвердила морфологическую идентичность кариотипов фуро и чёрного хорька, их отличие от светлого. Биологическая близость фуро с чёрным хорьком подтверждается также одинаковым сроком беременности (40—42 дня), который у светлого короче (37—38 дней).
Фуро можно разводить как в чистоте, так и скрещивая с дикими. С чёрным хорьком они спариваются свободно, в результате рождаются помеси, называемые в Польше «тхужофретками» (то есть «хорефретками»), а в Великобритании — polecat-ferret hybrids.

## В искусстве и фольклоре
Возможно, хорёк-фуро был увековечен Леонардо да Винчи в картине «Дама с горностаем». Согласно одной из версий, зверёк, изображенный художником, — это именно фуро, а не горностай, как принято считать.
Примечательно средневековое поверье, отражённое в том числе в текстах рукописных европейских бестиариев, которое упоминает, что хорьки способны одолеть василиска. Так в Абердинском бестиарии в тексте, посвящённом мифическому существу, говорится, что «люди помещают их [ласок] в пещеры, где прячутся василиски. Василиск, увидев ласку, убегает; ласка же преследует и убивает его». Позже мотив проник в изобразительное искусство более позднего времени, а английский писатель Джеральд Даррелл в своей повести-сказке «Говорящий свёрток» (1974) обыгрывал противостояние горностаев с василисками.
Кама-итати — персонаж японского фольклора описывается как ласка с серпами вместо конечностей.